# Červenka drůbeže
Červenka je septické onemocnění vyvolávané bakterií Erysipelothrix rhusiopathiae. Hlavní význam má u savců, zejména prasat, ale může také postihovat ptáky. U drůbeže bývají ekonomicky významné infekce krůt starších nad 13 týdnů, případně u komerčně chovaných bažantů; u kura domácího, kachen, husí, perliček, orebic, pštrosů a emu byly pozorovány jen ojedinělé případy.
Bakterie E. rhusiopathiae má zdravotní význam. U člověka může příležitostně vyvolává kožní onemocnění – erysipeloid. K profesionálním infekcím dochází zejména při zpracovávání masa nebo kadáverů infikovaných zvířat.

## Historie a výskyt
Sporadické případy infekce E. rhusiopathiae byly popsány u různých druhů ptáků před rokem 1936, ale Beaudette a Hudson (1936) byli první, kteří poukázali na ekonomický význam nemoci v chovech krůt v Sev. Americe. S industrializací chovů krůt a zavedením imunoprofylaxe přestala být červenka problémem, až na oblasti s endemickým výskytem. Nemoc je častěji pozorována u krocanů než u krůt, ale neexistují důkazy o odlišné vnímavosti pohlaví.
Bakterie E. rhusiopathiae je rozšířeno celosvětově, bylo izolováno z tkání savců, ptáků, plazů, obojživelníků i ryb.

## Příčiny nemoci (etiologie)

### Klasifikace a morfologie
Bakterie Erysipelothrix rhusiopathiae patří do skupiny uniformních nesporulujících grampozitivních tyčinek. Je jediným druhem rodu Erysipelothrix. Buněčná morfologie E. rhusiopathiae je variabilní. Mikrob má tvar rovných nebo lehce zahnutých jemných tyčinek velikosti 0,2-0,4 x 0,8-2,5 µm. U kultur v R fázi růstu mohou převládat vlákna. V zorném poli mikroskopu se nachází jednotlivě, v párech nebo v krátkých řetízcích.

### Kultivace a biochemické vlastnosti
E. rhusiopathiae je fakultativně anaerobní a poměrně náročné na kultivační podmínky. Tepelné optimum pro růst je 30-37 °C, pH mírně alkalické (7,4-7,8). Na pevných půdách obohacených glukózou nebo sérem roste ve formě hladkých, drobných kolonií s alfa-hemolýzou. Typický je štětičkovitý růst v želatině. Fermentuje glukózu, galaktózu, fruktózu, maltózu, laktózu a N-acetyl-glukosamin. Většina izolátů tvoří sirovodík. Je kataláza negativní, neprodukuje indol, neredukuje nitrity, nehydrolyzuje esculin a neredukuje 0,1 % methylenovou mod.

### Odolnost v prostředí
Bakterie je poměrně rezistentní k různým vlivům prostředí a k chemickým faktorům. Je odolná k vysychání a může přežívat uzení i nakládání používané při zpracovávání masa a zůstává životná v mrazeném či chlazenémmase, sušené krvi, zkažených kadáverech nebo rybím mase. V pitné vodě přežívá 5 dní, ve hnoji 15 dní a v kadáverech až 9 měsíců. E. rhusiopathiae je ničen v krátké době 0,5% roztokem hydroxidu sodného, 3,5% tekutým kresolem nebo 5% roztokem fenolu. Je rezistentní na 0,001% krystalvioleť, 0,5% telurit draselný a může růst za přítomnosti 0,1% azidu sodného. Teplotou nad 60 °C je inaktivován během 15 minut.

### Antigenní struktura a patogenita
E. rhusiopathiae vlastní druhově specifický termolabilní antigen a typově specifický polysacharidový komplex. Doposud bylo popsáno 26 serovarů označovaných arabskými číslicemi.
Jednotlivé izoláty E. rhusiopathiae se liší virulencí. Virulentní kmeny produkují neuraminidázu, která poškozuje cévy a způsobuje tvorbu trombů. E. rhusiopathiae je patogenní pro krůty kteréhokoli věku a pohlaví po parenterální i orální infekci. Opakovaným pasážováním na pevných půdách dochází ke ztrátě virulence.

## Vznik a šíření nemoci (epizootologie)

### Hostitel
Bakterie E. rhusiopathiae  byla izolována v přírodě u řady ptačích druhů, včetně mnoha savců, ryb, plazů a obojživelníků. Vnímavost ptačích druhů se liší. 

### Přenos, nosiči a vektory
E. rhusiopathiae dlouhodobě přežívá v půdě, která také představuje nejčastější zdroj infekce (zejména po předchozí kontaminaci infikovanými prasaty nebo ovcemi). Jako vstupní brána infekce se předpokládá porušená kontinuita kůže a sliznic, ke kterým může dojít při různém poranění (souboje kohoutů), oštipování, kanibalismu, bodavým hmyzem, umělou inseminací, vakcinací apod. Drůbež se také může infikovat kontaminovanou rybí moučkou v krmných směsích nebo kontaminovanou pitnou vodou. Jako predispoziční faktory působí horké dusné počasí. Drůbež vylučuje bakterie trusem nejméně 40 dní po infekci. Rekonvalescentní ptáci mohou být subklinickými nosiči bakterií.

## Projevy nemoci (symptomatologie)
Inkubační doba v terénních případech se nedá určit. Po experimentální inokulaci krůt se pohybuje mezi 2-5 dny, po orální infekci ještě o 2-3 dny později.

### Klinika
Výskyt nemoci u krůt obvykle začíná náhle, ztráty činí jeden až několik kusů denně a mohou tak přetrvávat až několik měsíců. Dospělé krůty jsou nacházeny uhynulé na hnízdech. Zvířata nemusí vykazovat žádné příznaky nemoci nebo se pozoruje skleslost, netečnost, nejistá chůze, snížení hmotnostních přírůstků a zduření kožních přívěsů, které mohou být anemické nebo cyanotické. Mortalita v hejnu se může rychle zvyšovat nebo přetrvává v rozmezí 1 až 50 % po několik týdnů a měsíců. Nemocní ptáci většinou uhynou. Šíření infekce v hejnu je pomalé.
Nejčastějšími klinickými příznaky u kura domácího jsou celková slabost, deprese, průjem a náhlý úhyn. U nosnic dochází k poklesu snášky, až 50-70 %. U kachen, husí a bažantů jsou příznaky podobné.
U postižených běžců dochází k rychlým úhynům, většinou bez předchozích klinických příznaků. U 6měsíčního emu byla pozorována dyspnoe, netečnost, anorexie a zeleně zbarvený průjem. 

### Patologie
Při přirozeném výskytu se nacházejí změny odpovídající generalizované septikémii. U krůt se zjišťuje celkové překrvení a četné krváceniny na srdci, perikardu a v abdominálním tuku, hemoragická enteritida, vegetativní endokarditida, tmavé krusty na kůži, zesílení a zrudnutí nosního přívěsku u krocanů, hydroperikard a rozšíření krevních cév ve viscerálních orgánech, difuzní zčervenání kůže a překrvení svaloviny. Mikroskopický nález odpovídá septikémii.

### Imunita
U rekonvalescentních ptáků vzniká vysoká humorální imunita, která je chrání před reinfekcí a úhynem.

## Diagnostika
Diagnóza červenky je založena na anamnéze, klinickém a patologickém nálezu podloženém izolací a identifikací příčinného agens. Předběžnou diagnózu lze stanovit nálezem G+ bakterií v otiskových preparátech z jater, sleziny, srdeční krve nebo kostní dřeně.
Diferenciální diagnostika. Akutní septikemická forma červenky může připomínat choleru, kolibacilózu, salmonelózy a perakutní Newcastleskou nemoc. U krůt také vzít do úvahy rupturu aorty i otravu antikokcidiky.

## Terapie a prevence
U postižených zvířat je vhodné aplikovat co nejdříve po vzniku onemocnění rychle působící peniciliny simultánně s bakterinem a ostatním ptákům v hejnu podávat penicilin perorálně v pitné vodě. Depotní formy penicilinu nejsou při septikemické formě červenky dostačující. I tato opatření nemusí zachránit všechna klinicky nemocná zvířata. Penicilin také nezabraňuje vzniku nosičství. Vzhledem k poměrně řídkému výskytu červenky u drůbeže není dostatek informací o účinnosti jiných látek.
Z preventivních opatření to jsou odpovídající zoohygiena chovů, asanace prostředí a zamezení vzniku infekce – dekontaminace půdy, používání nekontaminovaného krmiva i vody, odstraňování uhynulých zvířat i nosičů z hejna, redukování počtu hlodavců, omezování stresů z prostředí apod. K dezinfekci je vhodný 1-2% louh sodný. V oblastech s endemickým výskytem se provádí imunizace bakterinem. U pštrosů je doporučována první vakcinaci v 6.-8. týdnu stáří a dvojí revakcinaci po 6 měsících a pak vždy před začátkem chovného období.